# Чемпионат мира по горнолыжному спорту 2025
48-й чемпионат мира по горнолыжному спорту (англ. FIS Alpine World Ski Championships 2025) состоялся в австрийском Зальбах-Хинтерглемме с 4 по 16 февраля 2025 года.

## Общая информация
Решение о месте проведения должно было быть принято в мае 2020 года во время 52-го конгресса FIS в Паттайе (Таиланд), но было отменено из-за пандемии COVID-19. Голосование состоялось во время видеоконференции 3 октября 2020 года; Заальбах одержал победу, опередив немецкий Гармиш-Партенкирхен и швейцарскую Кран-Монтану.
Зальбах-Хинтерглемм, расположен в западной части земли Зальцбург, недалеко от границы с Тиролем, ранее принимал чемпионат мира по горнолыжному спорту в 1991 году. Австрия же в последний раз принимала турнир в 2013 году в Шладминге.
В расписании соревнований произошли изменения. В программе чемпионата стало 11 видов, соревнования в горнолыжной комбинации прошли среди команд из двух человек (один горнолыжник в рамках комбинации выступил в скоростном спуске, а другой — в слаломе, их результатом стало суммарное время), а в параллельной дисциплине горнолыжники разыграли один комплект наград среди смешанных команд (не менее 4 и не более 6 человек в одной команде).
По две золотые медали выиграли швейцарцы Франьо фон Алльмен и Лоик Мейяр, а также американка Бризи Джонсон. Другая американка Микаэла Шиффрин завоевала как минимум одно золото на седьмом чемпионате мира подряд. При этом Шиффрин впервые за 7 чемпионатов мира не сумела завоевать медаль в слаломе, она осталась пятой. Победа Мейяра в мужском слаломе стала для швейцарцев первой в этой дисциплине за последние 75 лет (с 1950 года). Сенсацией стала победа австрийца Рафаэля Хазера в гигантском слаломе, ранее он никогда не поднимался на этапах Кубка мира вышел 7-го места в этой дисциплине. Швейцарцы выиграли все три медали в мужской командной комбинации, это первый с 1987 года случай, когда швейцарцы заняли все три призовых места на чемпионате мира (тогда им это удалось в скоростном спуске).

## Медалисты

### Мужчины
| Дисциплина                         | Дата             | Золото                                      | Серебро                               | Бронза                                  |
| Скоростной спуск см. подробнее     | 9 февраля 11:30  | Франьо фон Алльмен Швейцария                | Винцент Крихмайр Австрия              | Алексис Монне Швейцария                 |
| Супергигант см. подробнее          | 7 февраля 11:30  | Марко Одерматт Швейцария                    | Рафаэль Хазер Австрия                 | Адриан Смисет Сейерстед Норвегия        |
| Гигантский слалом см. подробнее    | 14 февраля 9:45  | Рафаэль Хазер Австрия                       | Томас Тумлер Швейцария                | Лоик Мейяр Швейцария                    |
| Слалом см. подробнее               | 16 февраля 9:45  | Лоик Мейяр Швейцария                        | Атле Ли Макграт Норвегия              | Линус Штрассер Германия                 |
| Командная комбинация см. подробнее | 12 февраля 10:00 | Швейцария · Франьо фон Алльмен · Лоик Мейяр | Швейцария · Алексис Монне · Танги Неф | Швейцария · Стефан Рожентен · Марк Роша |

### Женщины
| Дисциплина                         | Дата             | Золото                                | Серебро                                        | Бронза                                    |
| Скоростной спуск см. подробнее     | 8 февраля 11:30  | Бризи Джонсон США                     | Мирьям Пухнер Австрия                          | Эстер Ледецкая Чехия                      |
| Супергигант см. подробнее          | 6 февраля        | Штефани Фенир Австрия                 | Федерика Бриньоне Италия                       | Лорен Макуга США                          |
| Супергигант см. подробнее          | 6 февраля        | Штефани Фенир Австрия                 | Федерика Бриньоне Италия                       | Кайса Викхофф Ли Норвегия                 |
| Гигантский слалом см. подробнее    | 13 февраля 9:45  | Федерика Бриньоне Италия              | Элис Робинсон Новая Зеландия                   | Пола Молтцан США                          |
| Слалом см. подробнее               | 15 февраля 9:45  | Камилла Раст Швейцария                | Венди Хольденер Швейцария                      | Катарина Линсбергер Австрия               |
| Командная комбинация см. подробнее | 11 февраля 10:00 | США · Бризи Джонсон · Микаэла Шиффрин | Швейцария · Лара Гут-Бехрами · Венди Хольденер | Австрия · Штефани Фенир · Катарина Труппе |

### Микст
Курсивом выделены запасные, ни разу не выходившие на старт во время командного первенства
| Дисциплина                                                    | Дата            | Золото                                                                          | Серебро                                                                   | Бронза |
| Командное первенство в параллельных дисциплинах см. подробнее | 4 февраля 15:15 | Италия · Джорджа Колломб · Лара Делла Меа · Филиппо Делла Вите · Алекс Винатцер | Швейцария · Дельфин Дарбелле · Венди Хольденер · Лука Эрни · Томас Тумлер | Швеция · Эстель Альфан · Сара Хектор · Лиса Нюберг · Фабиан Акс Шварц · Вильям Ханссон · Кристоффер Якобсен |

### Общее количество медалей
*   Принимающая страна (Австрия)
| Место          | Страна         | Золото | Серебро | Бронза | Всего |
| -------------- | -------------- | ------ | ------- | ------ | ----- |
| 1              | Швейцария      | 5      | 5       | 3      | 13    |
| 2              | Австрия*       | 2      | 3       | 2      | 7     |
| 3              | Италия         | 2      | 1       | 0      | 3     |
| 4              | США            | 2      | 0       | 2      | 4     |
| 5              | Норвегия       | 0      | 1       | 2      | 3     |
| 6              | Новая Зеландия | 0      | 1       | 0      | 1     |
| 7              | Германия       | 0      | 0       | 1      | 1     |
| 7              | Чехия          | 0      | 0       | 1      | 1     |
| 7              | Швеция         | 0      | 0       | 1      | 1     |
| Всего стран: 9 | Всего стран: 9 | 11     | 11      | 12     | 34    |